# دكروة فلبينية
دكروة فلبينية (الاسم العلمي:Dichroa philippinensis) هي نوع من النباتات تتبع جنس الدكروة من الفصيلة الهدرانجية.